# Madonnina (Ferruzzi)
La Madonnina (Virgencita), conocida también como La Madonna del Riposo (la Virgen del Descanso) o La Madonna delle Vie (la Virgen de los Caminos), es una pintura sobre tabla de Roberto Ferruzzi de 1897. Con esta pintura, Ferruzzi ganó la segunda Bienal de Venecia.

## Historia
Los modelos para esta pintura fueron la niña veneciana Angelina Cian, de 11 años, y su hermanito Giovanni. Al principio la obra no tenía significados religiosos y era sólo una representación de la maternidad: a continuación, gracias al gran éxito en la Bienal de Venecia, la tabla adquirió una connotación religiosa y se convirtió en la más conocida de Ferruzzi.
John George Alexander Leishman, mecenas y diplomático en Francia, compró el cuadro, pero no los derechos de autor. Es posible, pues, que la imagen haya sido modificada y corregida varias veces a lo largo de las décadas y que quizás haya sido incorporada en una colección privada en Pennsylvania en los años cincuenta, pero se desconoce su ubicación actual. 
La segunda posibilidad es que se haya perdido durante una travesía del Atlántico de Europa a los Estados Unidos: esta es la versión de un descendiente de Ferruzzi. Recientemente, se ha puesto en circulación una versión al óleo que se considera muy parecida a la obra original.

## Tradición popular
- La Madonnina a lo largo de las décadas ha entrado en la tradición popular de impresiones, tarjetas de presentación y estampas religiosas.
- Madonna of the Streets (Virgen de los Caminos en inglés) es un mosaico que se encuentra en la Iglesia de San Pedro y Pablo en San Francisco, California.
- Las Sisters of Life, en ocasión de su primera profesión de fe, reciben una medalla de la Madonna of the Streets.